# 1979 год в науке
В 1979 году были различные научные и технологические события, некоторые из которых представлены ниже.

## События
- 12 февраля — запуск первого советского океанографического спутника «Космос-1076».
- 26 февраля — произошло солнечное затмение. Полное затмение можно было наблюдать на севере Канады
- 5 марта — во время эксперимента «Конус», проводившегося на АМС «Венера-11» и «Венера-12», была зафиксирована мощная вспышка гамма-излучения с последующими его пульсациями и, таким образом, впервые наблюдался гамма-пульсар, связываемый ныне с магнетаром[1]:35.
- 6 июня — запуск советского беспилотного космического корабля «Союз-34» к орбитальной станции «Салют-6».
- 11 июля — американская орбитальная станция Скайлэб упала в Индийский океан.
- 12 августа — ядерный взрыв «Кимберлит-4» 8,5 килотонны.
- 24 декабря — первый успешный запуск французской ракеты-носителя Ариан.

### Без точных дат
- В США создан язык программирования Ада.
- В Греции архимандрит Георгий II (Капсанис) выпустил книгу «Περὶ τοῦ κτίτορος τῆς ἐν ῎Αθῳ ῾Ι. Μονῆς Γρηϒορίου καὶ τῆς σχέσεως αὐτοῦ πρὸς τὸν ῞Οσ. Γρηϒορίον τὸν Σιναΐτην», в которой была исследована история монастыря Григориат и события жития Григория Синаита и его ученика преподобного Григория нового. На сведениях, собранных в книге, основана точка зрения современных церковных историков[2][3].

## Достижения человечества

### Новые виды животных
- Животные, описанные в 1979 году

## Награды
- Нобелевская премия
  - Физика — Шелдон Ли Глэшоу, Абдус Салам и Стивен Вайнберг — «За вклад в объединённую теорию слабых и электромагнитных взаимодействий между элементарными частицами, в том числе предсказание слабых нейтральных токов».
  - Химия — Герберт Чарлз Браун, Георг Виттиг
  - Медицина и физиология — Аллан Кормак, Годфри Хаунсфилд — «За разработку компьютерной томографии».
- Большая золотая медаль имени М. В. Ломоносова
  - Александр Иванович Опарин — за выдающиеся достижения в области биохимии.
  - Бела Сёкефальви-Надь — за выдающиеся достижения в области математики.
- Медаль Копли — Перуц, Макс Фердинанд
- Премия Вольфа
  - Лауреаты премии Вольфа (математика) — Жан Лере, Андре Вейль
  - Лауреаты премии Вольфа (физика) — Джордж Юджин Уленбек, Джузеппе Оккиалини
  - Лауреаты премии Вольфа (химия) — Герман Марк
  - Лауреаты премии Вольфа (медицина) — Роджер Сперри (1913—1994, США), Арвид Карлссон (р. 1923, Швеция), Олег Горникевич (р.1926, Австрия) 
  - Лауреаты премии Вольфа (сельское хозяйство) — Jay Lush, Kenneth Blaxter
- Медаль Волластона (геология) — Hatton Schuyler Yoder (1921—2003)
- Премия Тьюринга (информатика) — Айверсон, Кеннет, за его пионерскую работу в области языков программирования и математической записи, имеющую результатом то, что сейчас известно среди специалистов как APL, за его вклад в реализацию интерактивных систем, использование APL в образовательных целях, а также в теорию и практику языков программирования.
- Медаль Сильвестра (математика) — Graham Higman (1917—2008)

- Премия Бальцана
  - История: Эрнест Лабрусс (Франция) и Джузеппе Туччи (Италия)
  - Социально-политические науки: Жан Пиаже (Швейцария)
  - Биология: Торбьёрн Касперссон (Швеция)
- Фондом Хайнемана учреждена премия Дэнни Хайнемана в области астрофизики, вручаемая Американским астрономическим обществом совместно с Американским институтом физики, впервые была вручена в 1980 году.

## Скончались
- 27 января — Дмитрий Иванович Блохинцев, советский физик, чл.-кор. АН СССР.
- 9 февраля — Габор, Дэннис, венгерский физик, лауреат Нобелевской премии.
- 21 марта — Ильенков, Эвальд Васильевич, знаменитый советский философ.
- 22 апреля — Пётр Николаевич Поспелов, советский учёный, академик.
- 6 мая — Карл Вильгельм Рейнмут, немецкий астроном.
- 8 июля — Роберт Бёрнс Вудворд, американский химик-органик, член Национальной АН.
- 9 июля – Адольфус Петер Элькин, австралийский этнолог, антрополог, лингвист.
- 12 июля — Георгий Михайлович Бериев, выдающийся советский авиаконструктор.
- 28 июля — Рут Аллен, американская экономист.
- 29 июля — Герберт Маркузе, американский философ и социолог немецкого происхождения.
- 5 августа — Владимир Васильевич Вейдле, литературовед, культуролог, либеральный мыслитель, историк культуры русской эмиграции.
- 11 августа — Георгий Васильевич Флоровский, выдающийся русский религиозный мыслитель, богослов и историк.